# Wełyka Riszniwka
Wełyka Riszniwka (ukr. Велика Рішнівка) – wieś na Ukrainie, w obwodzie chmielnickim, w rejonie szepetowskim, w hromadzie Łenkiwci. W 2001 liczyła 574 mieszkańców, spośród których 558 wskazało jako ojczysty język ukraiński, a 16 rosyjski.